# Husvær
Husvær est une localité du comté de Nordland, en Norvège.

## Géographie
Administrativement, Husvær fait partie de la kommune de Herøy.